# Вексельталер
Вексельталер (нем. Wechseltaler, дословный перевод «обменный талер», вольный перевод — «талер для взаимных расчётов») — название крупных серебряных монет курфюршества Саксония, отчеканенных в 1670—1671 годах во время правления Иоганна Георга II. Их особенностью стали весовые характеристики, приближающиеся к нормам альбертусталера, а не рейхс-, или счётного талеров, использовавшихся на территории государства. Таким образом была предпринята неудачная попытка создать торговую монету для торговли с Гамбургом и Нидерландами.

## Предпосылки выпуска
Распространённые в описываемое время нидерландские альбертусталеры чеканили с содержанием 24,65 г чистого серебра. Через ярмарки и торговые пути они попадали в Саксонию. Там они вливались в местное денежное обращение, которое предполагало циркуляцию денежных единиц двух типов. Согласно принятой в 1669 году циннаевской монетной стопе мелкие монеты, а также номиналы в 2⁄3, 1⁄3 и 1⁄6 талера следовало выпускать из расчёта, что из одной кёльнской марки (233,855 г) чистого серебра чеканится 10½ талеров. Сами же талеры продолжали производить по старой имперской монетной стопе (9 талеров из одной кёльнской марки чистого серебра). Результатом стало появление понятий курантного и специесталера. Курантный талер, как и ранее, оценивался в 24 гроша, в то время как отчеканенный по имперским нормам специесрейхсталер содержал эквивалентное 28 грошам количество серебра. Курантный талер являлся счётной денежной единицей, так как монет данного номинала не выпускали.
Попадающие из Нидерландов альбертусталеры, соответственно содержанию в них серебра, обменивали по курсу в 26 грошей. При больших расчётах их пытались сбыть как эквивалент специесрейхсталера. При этом отсеканенные по нормам циннаевской монетной стопы кратные талеру монеты обменивали с потерями для саксонских купцов. Так в Гамбурге за 1⁄3 курантного талера давали не 8, а 7 грошей. Это вызывало недовольство местной знати, которая обратилась к курфюрсту с просьбой изменить ситуацию.

## Выпуск. Описание монеты
Эдиктом от 3 марта 1670 года в Саксонии вводилась новая, приближённая к нормам бургундского, монетная стопа вексельталера. Согласно ей новые монеты чеканили из расчёта 92⁄3 из одной кёльнской марки чистого серебра. Одновременно выпустили ½ и ¼ вексельталера. Известные также отчеканенные небольшими тиражами кратные номиналы в 2 и 3 вексельталера. Все монеты производили из серебра 861 пробы (13 лотов 14 гран).
| Номинал           | Кёльнская марка чистого серебра | Кёльнская марка чистого серебра | Кёльнская марка металла | Кёльнская марка металла | Проба металла |
| Номинал           | количество                      | г                               | количество              | г                       | Проба металла |
| ----------------- | ------------------------------- | ------------------------------- | ----------------------- | ----------------------- | ------------- |
| 1 вексельталер    | 9,67                            | 24,19                           | 8,33                    | 28,06                   | 861           |
| ½ вексельталера   | 19,33                           | 12,1                            | 16,67                   | 14,04                   | 861           |
| 1⁄4 вексельталера | 38,67                           | 6,05                            | 33,33                   | 7,02                    | 861           |

Несмотря на то, что вексельталеры содержали меньшее количество серебра по сравнению с имперскими рейхсталерами, на аверсе вверху располагалась держава, которую помещали лишь на специесрейхсталеры. Возможно таким образом государство хотело с выгодой для себя приравнять данные монеты. Одновременно вексельталеры содержали чуть большее количество серебра по сравнению с нидерландскими.
Достоверно известно о выпусках 1670 и 1671 годов. На первых вексельталерах содержалась надпись на реверсе «WECHSELTHALER». На более поздних выпусках 1670 и 1671 годов она отсутствует. Аверс содержит изображение курфюрста, круговую надпись, реверс — гербовый щит, круговую надпись, год выпуска и знак минцмейстера «C R» Константина Роте.
Декретом от 22 сентября 1671 года Саксония вернулась к нормам циннаевской монетной стопы. Существует предположение, что вексельталеры с датировкой «1671» продолжали выпускать вплоть до 1674 года, так как специесрейхсталеры стали выпускать вновь только в 1675 году.

## Последствия
В целом выпуск вексельталеров оказался неудачным. Чеканка монет талерового типа с содержанием меньшего количества серебра по сравнению с имперскими талерами не достигла предполагаемых целей — появления на внутреннем рынке эквивалентных по стоимости рейхсталерам монет с меньшим содержанием серебра, создания монеты, которая бы простимулировала торговые отношения с Гамбургом и Нидерландами. Монетная стопа вексельталера официально просуществовала около 1,5 лет. Опыт выпуска пригодился при следующей попытке создания торговых монет, по нормам альбертусталера в начале XVIII столетия, относимых к банкоталерам.